# Vegesjö
Vegesjö är en sjö i Hässleholms kommun i Skåne och ingår i Helge ås huvudavrinningsområde. Sjön har en area på 0,109 kvadratkilometer och ligger 100,1 meter över havet. Sjön avvattnas av vattendraget Hörlingeån. Vegesjö utsattes för en sjösänkning i början av 1900-talet, och har därefter växt igen kraftigt. Igenväxningen motverkades fram till 1950-talet genom att bönderna i trakten skördade vassen i sjön som foder till kor. Vassen höggs med Lie och drogs in och torkades på stranden. Den torkade vassen förvarades därefter i lador belägna intill sjön. Sjön har tre namngivna öar, kallade Kaninön samt Stora och Lilla Pjyckö.

## Delavrinningsområde
Vegesjö ingår i det delavrinningsområde (624357-136656) som SMHI kallar för Utloppet av Vegesjö. Medelhöjden är 112 meter över havet och ytan är 17,19 kvadratkilometer. Det finns inga avrinningsområden uppströms utan avrinningsområdet är högsta punkten. Hörlingeån som avvattnar avrinningsområdet har biflödesordning 4, vilket innebär att vattnet flödar genom totalt 4 vattendrag innan det når havet efter 101 kilometer. Avrinningsområdet består mestadels av skog (63 %), öppen mark (14 %) och sankmarker (11 %). Avrinningsområdet har 0,17 kvadratkilometer vattenytor vilket ger det en sjöprocent på 1 %. Bebyggelsen i området täcker en yta av 0,61 kvadratkilometer eller 4 % av avrinningsområdet.